# The International
The International er en thriller film fra 2009 instrueret af Tom Tykwer og har bl.a. Clive Owen, Naomi Watts og Ulrich Thomsen på rollelisten.

## Medvirkende
- Clive Owen
- Naomi Watts
- Haluk Bilginer
- Armin Mueller-Stahl
- Ulrich Thomsen
- Brían F. O'Byrne
- Patrick Baladi
- Luca Barbareschi
- Jack McGee